# M/S Drotten
M/S Drotten (tidigare M/S Gotland) är en passagerarfärja ägd av Rederi AB Gotland, även kallat Gotlandsbolaget, som trafikerar linjerna Visby-Nynäshamn samt Visby-Oskarshamn med Destination Gotland som operatör. Drotten byggdes 2001–2003 på Guangzhou Shipyard Int. i Kina tillsammans med sitt systerfartyg M/S Visby.
1 december 2003 klockan 17:05 avgick M/S Drotten på sin premiärtur till Oskarshamn. Befälhavare ombord på den första resan var kapten Göran Wassberg.
På däck 7 finns fartygets restaurang. Ombord finns även en butik samt en bar.
Komfortalternativ: Vilstol i försalong, aktersalong samt djursalong eller kupé utsides/insides samt enklare sittplatser i ekonomisalongen.
Den 23 juli 2009 kolliderade M/S Drotten (då M/S Gotland) med HSC Gotlandia II strax utanför Nynäshamn vilket resulterade i smärre skador på fartyget.
I januari 2014 togs fartyget tillfälligt ur trafik efter att ha gått på grund på väg in till Oskarshamn. 
Februari–mars 2021 chartrades Drotten ut till DFDS där hon sattes in på samma linje som sin syster M/S Visborg (Ex M/S Visby), Frankrike–Irland.
Den 30 augusti 2021 sattes Drotten i trafik på den nya linjen Nynäshamn–Rostock (vissa turer via Visby). Hansa Destinations trafik lades ner den 4/1 2023 och Drotten satte kurs mot Värtahamnen i Stockholm för uppläggning. Hon blev åter ommålad till Destination Gotlands färgsättning och trafikerar sedan april 2023 linjen Visby-Nynäshamn/Oskarshamn.

## Bilder

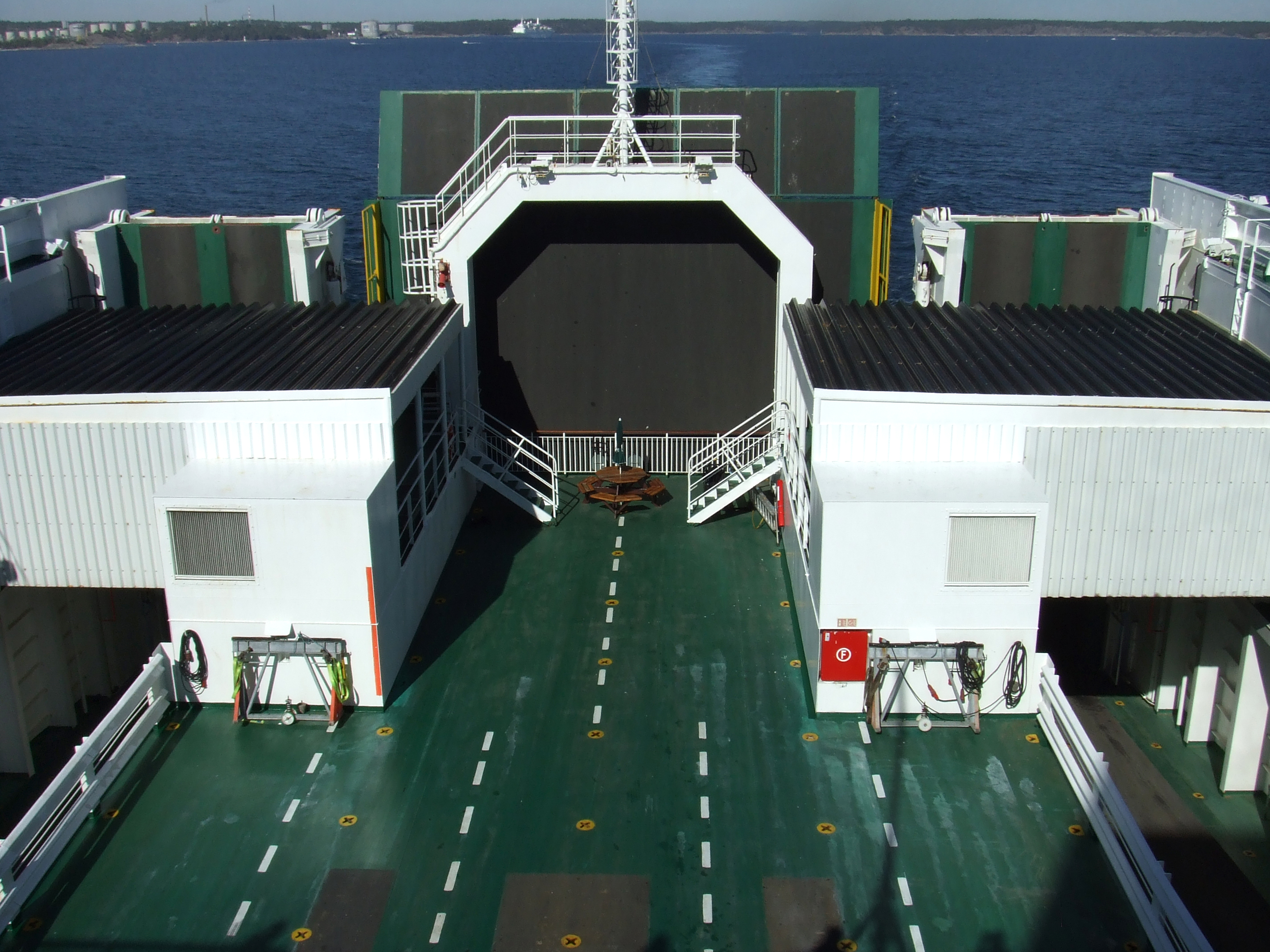
Bildäck
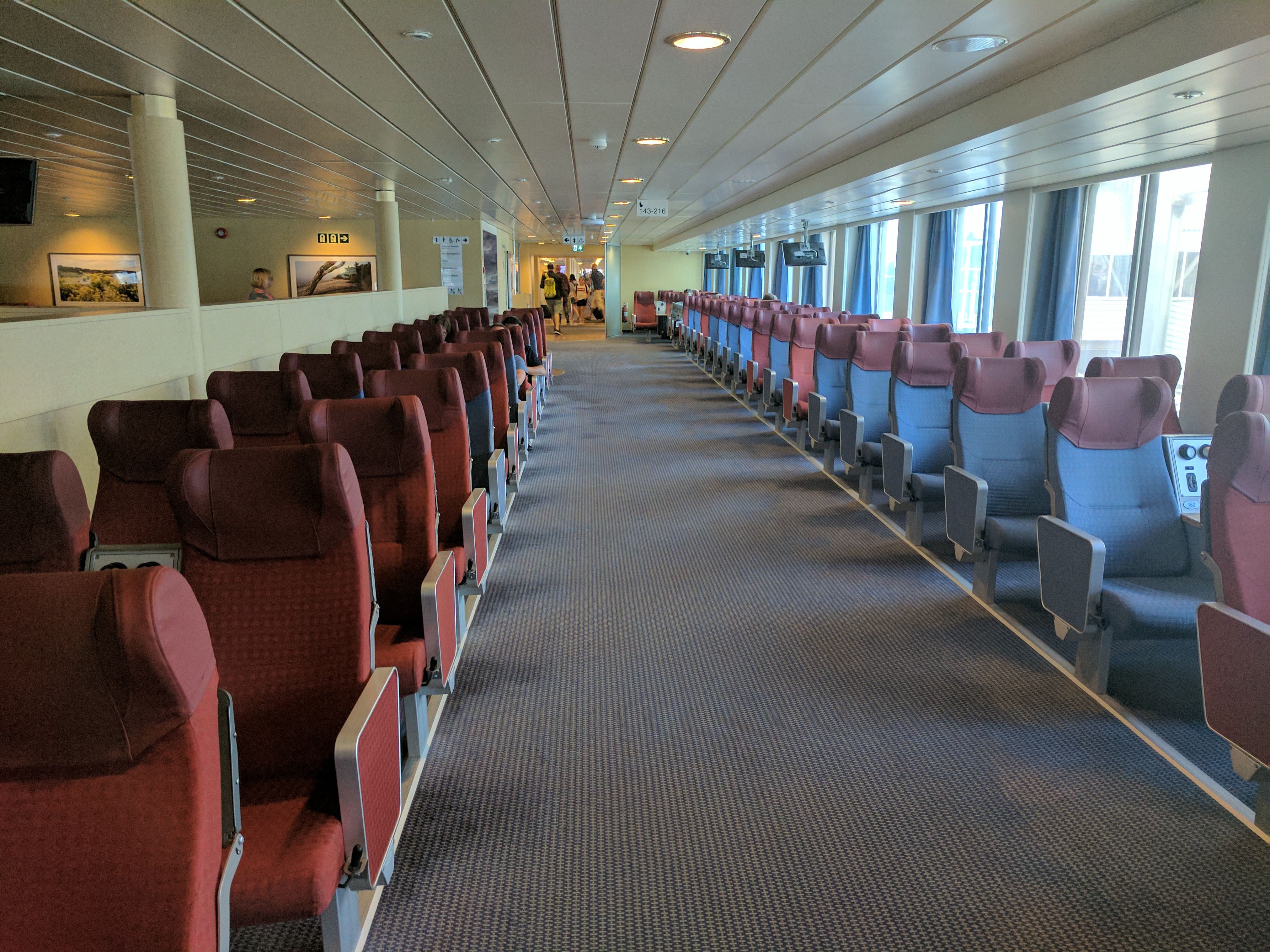
Försalongen
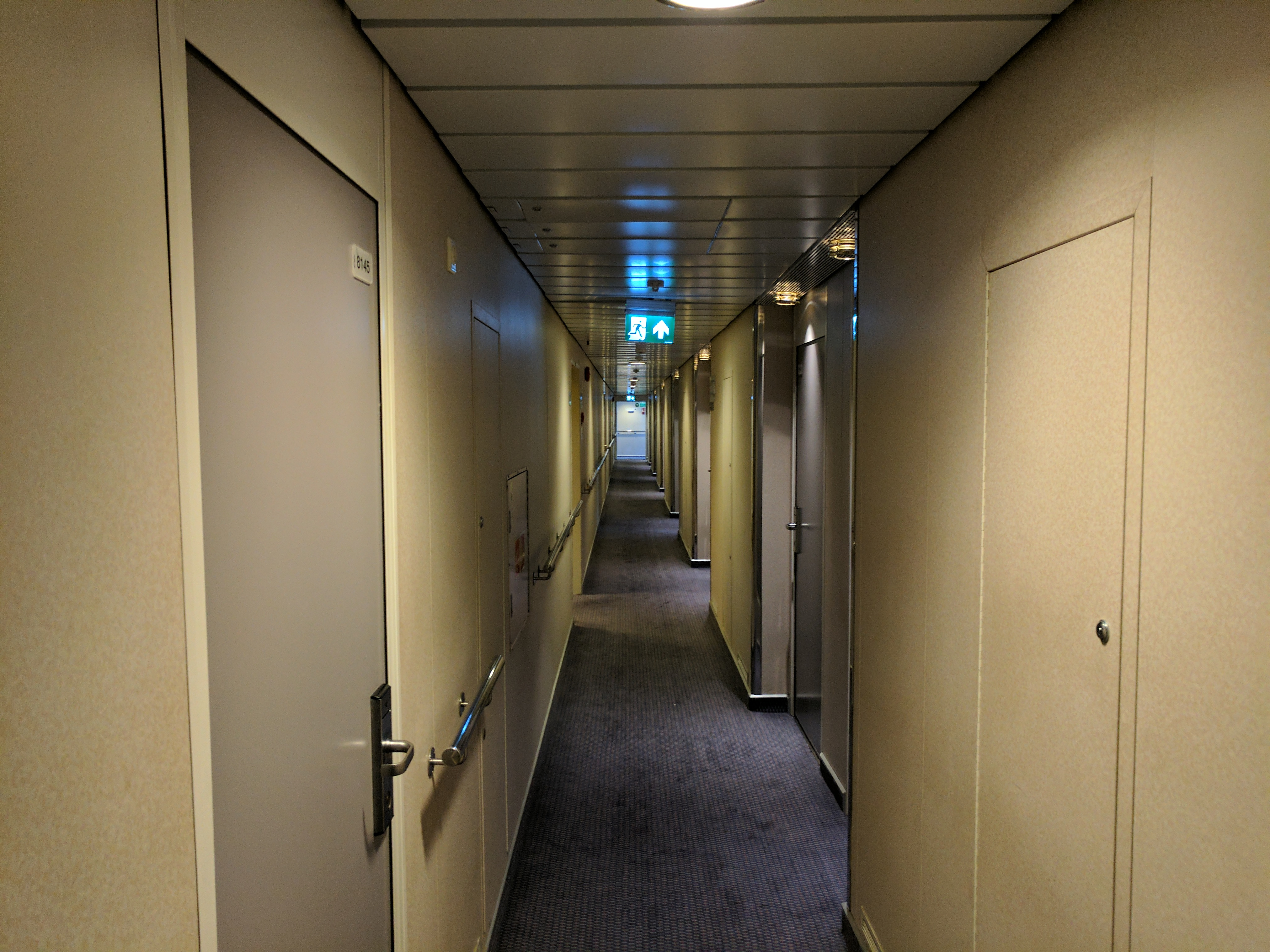
Hyttkorridor
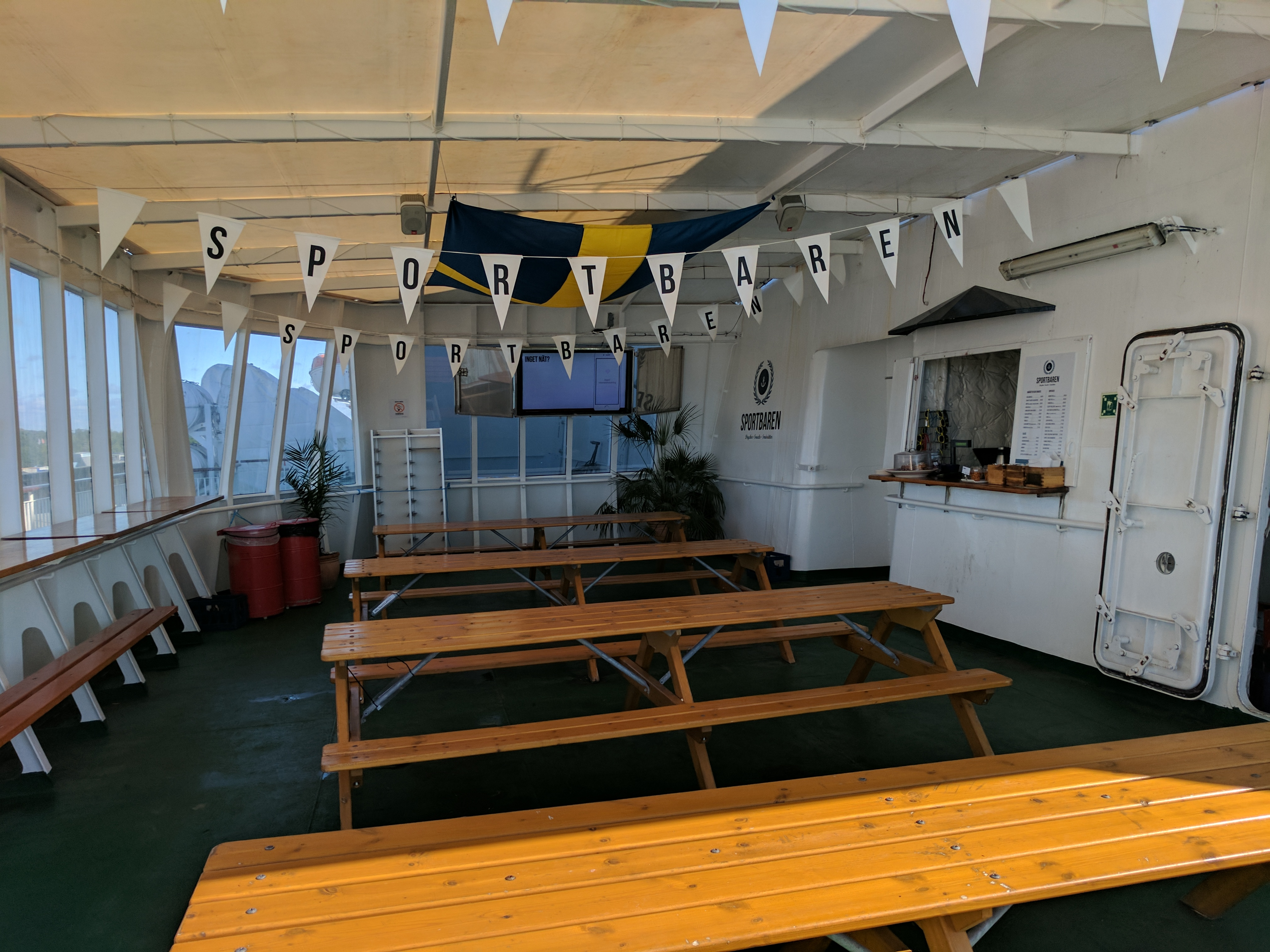
Sportbaren
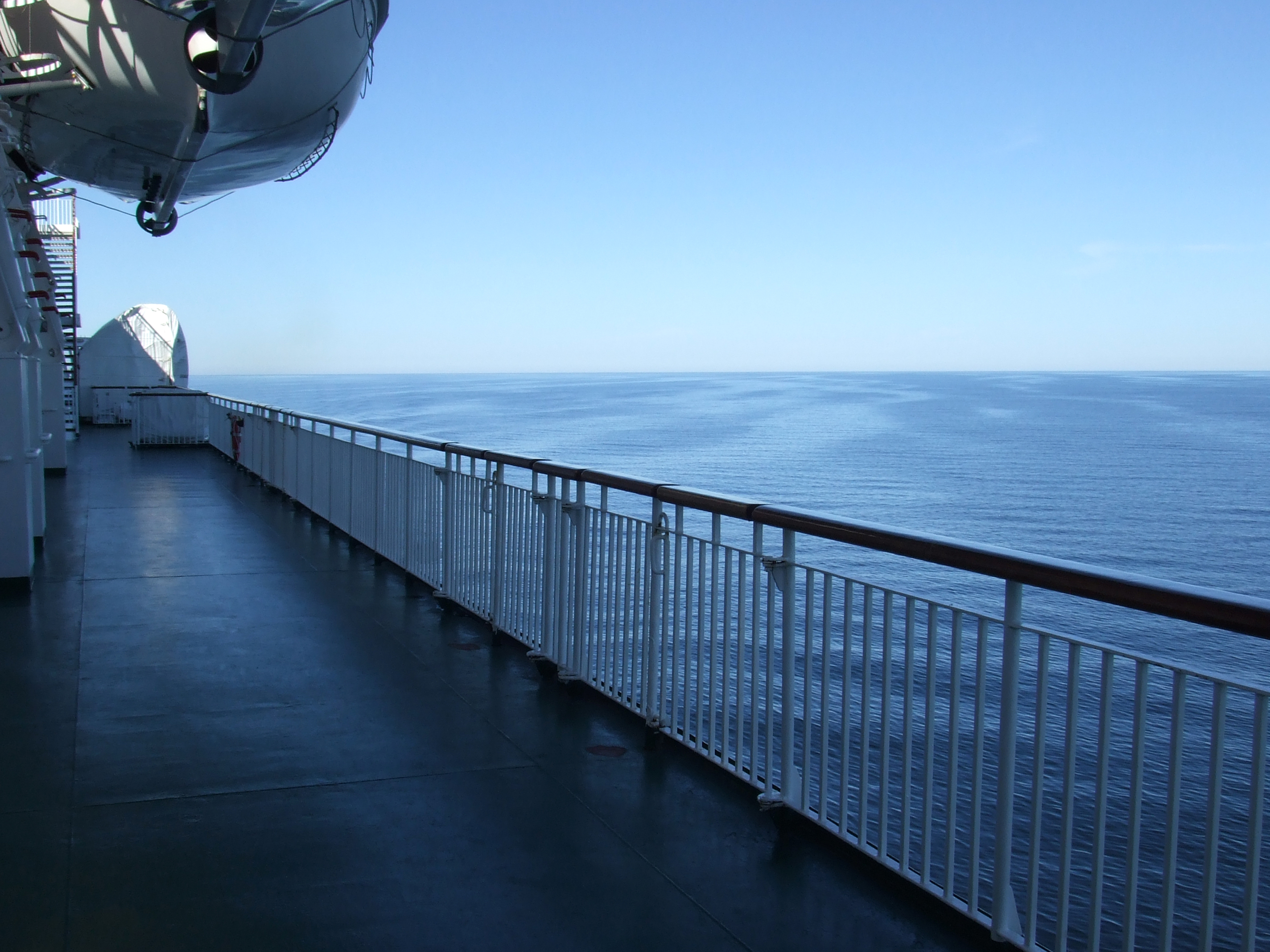
Utedäck